# Левков (Житомирская область)
Левко́в (укр. Левків) — село на Украине, основано в 1501 году, находится в Житомирском районе Житомирской области.
Код КОАТУУ — 1822084101. Население по переписи 2001 года составляет 2886 человек. Почтовый индекс — 12405. Телефонный код — 412. Занимает площадь 8,51 км².
В селе Левков река Калиновка впадает в реку Тетерев.

## Местный совет
Левков — административный центр Левковского сельского совета.
Адрес сельского совета: 12410, Житомирская область, Житомирский р-н, с. Левков, ул. Байко, 6; тел. 49-13-35.

## Красоты
Село расположено на живописных берегах реки Тетерев, основной водной артерии города Житомира, с её множеством притоков. Районов в селе даже больше, чем в областном центре.
На территории действует большое лесничество. Лес состоит в основном из сосны и лиственных деревьев, но есть участки с дубом, елью, а также берёзовые и буковые рощи. Неподалёку от села есть большая поляна с ручьëм, на окраине которой находятся дубы — ровесники Петра Первого. В самом центре села, на месте современной лесопилки ещё стоит огромный 500-летний дуб.

## История
Село под названием «Ловков» упоминается в документе 1501 г. для короля Польши Александра Ягеллончика, подтверждённом Станиславом Августом Понятовским о том, что в селе жило 10 данников с семьями, плативших городу мёдом, 18 пахарей, взявших землю в «подъёмные», 5 ловчих и охотников, которые добывали для города дичь.
На сегодня известно, что люди поселились в окрестностях около I тысячелетия до н. э., неподалёку можно встретить поселения бронзового века и готов, балтов I—II веков, антов III—V века, а также поселения времен Киевской Руси IX—XII веков.
До 1569 года село входило в Великое Княжество Литовское, однако, после подписания Люблинской унии все близлежащие земли перешли под польское управление, усилилось религиозное, национальное и экономическое давление. На всей территории началось массовое закрепощение крестьян, которое отрицательно сказалось на экономике села. После раздела Польши в 1793 году Правобережье входит в состав Российской Империи, и хотя Левков является одним из наибольших поселений Житомирщины, закрепощение людей продолжается.
В XIX веке село становится одним из центров сахарной промышленности Полесья, в самом Левкове функционировали два завода сахарозаводчика и первого отечественного самолётостроителя Терещенко, тут также находилось его родовое поместье. Деревянная церковь Преображения Господня была построена вместо часовни в 1862 году на деньги местных прихожан. К церковному приходу относились села Быстри и Кошарища, находящиеся ниже по течению. Часовню в 1869 году перенесли на кладбище.
Позже в усадьбе сахарозаводчика была создана четырёхлетняя школа, которая сделала село центром грамоты региона. 
В период 1917—1921 гг. село не раз переходило из рук в руки к разным силам. Во времена СССР село становится одним из наибольших сёл Украины, причём численность населения постоянно росла. Появился быстрый рост сельского хозяйства, в частности хмелеводства. В селе действовали 2 школы — средняя и восьмилетняя. Кроме местных, в школу съезжались и ученики из расположенных неподалёку сёл — Клетчина и Калиновки.

## Украинская православная церковь
Храм в честь иконы Божией Матери «Скоропослушница». Освящён 25 декабря 2021 года